# Heratskirch
Heratskirch ist ein Teilort der Stadt Bad Saulgau in Oberschwaben, der zur Ortschaft Bolstern gehört.

## Geographie

### Geographische Lage
Der Ort liegt zwischen Wäldern, an der Europäischen Hauptwasserscheide zwischen der Donau und dem Rhein, und am Hang des Hügels Michelsbühl.

## Geschichte
Heratskirch, in alten Schriften Eratskirch oder Erartskirch geschrieben, will vermutlich so viel als Erhardskirch heißen. Die erste urkundliche Erwähnung erfolgte im 11. Jahrhundert.
Am 4. Januar 1083 stiften die Edeln Hezelo und Hesso in Eratskirch ein Kloster zu Ehren des Hl. Georg von welchem sie Reliquien besaßen. Gleichzeitig übergibt Hezelo den Ort Wald (Königseggwald) in den Schutz des Grafen Mangold von Alshausen, damit er das darin zu stiftende Kloster dem apostolischen Stuhle unterstellen möge. Hezelo hatte vor, das Kloster im Oberschwäbischen zu errichten, doch bestand der Hirsauer Abt Wilhelm (1069–1091) auf eine Verlegung der Stiftung, um das neue Kloster weitgehend der weltlichen Einflussnahme zu entziehen. Schließlich einigten sie sich auf einen Ort im Schwarzwald als Platz für die Klostergründung: Kloster Sankt Georgen im Schwarzwald.
Das Kloster Sießen war Grundherr von Heratskirch, die Landeshoheit war immer Friedbergisch. Beli und Walther von Königsegg verkauften im Jahr 1373 das Gut zu Heratskirch mit Zwing und Bännen, mit Gericht, Vogtei, mit Kilch und Kilchensatz an das Kloster Sießen um 600 lb. Durch den Reichsdeputationshauptschluss von 1803 wurde das Kloster Sießen säkularisiert und die Grundherrschaft über Heratskirch fiel an das fürstliche Haus Taxis. 1816 kam Heratskirch, bislang Filiale des Klosters Sießen, als Teilort zu Bolstern. Heute hat Heratskirch zwischen 90 und 100 Einwohner.

## Kultur und Sehenswürdigkeiten

### Bauwerke
- Die kleine romanische Kapelle in Heratskirch ist dem Heiligen Jakobus geweiht. Sie befindet sich an einem Zubringer des Jakobsweges. Ihr Innenraum beherbergt drei spätgotische Holzplastiken aus der Werkstatt Michel Erharts, entstanden um 1500 in Ulm: Madonna mit Kind sowie die Heiligen Jakobus und Wendelinus.[2] Sie wurde 1447 dem Kloster Sießen einverleibt und bis 1816 nach Sießen eingepfarrt.